# Arteméter
Arteméter é um fármaco antimalárico usado em associação com a lumefantrina no tratamento da malária. É comercializado pela Novartis sob as marcas Riamet e Co-Artem.